# Kusán művészet

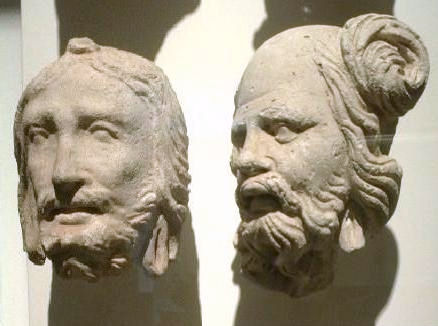
Portrék Hadda városából, Gandharából, a Kr. u. 3. századból, a Guimet Múzeum gyűjteményéből.

A kusán művészet az Észak-Ázsiából származó kusánok nagy közép-ázsiai birodalmában kialakult művészet. Legismertebb leágazásai a gandharai művészet és a mathurai művészet. Jellemző vonása az, hogy a birodalmat alkotó népek művészetét egyesítette és vallási türelmével lehetővé tette azt a vallási szinkretizmust is, amely jellemző a két nagy művészeti ágára is.

## Története
A kusánok korábban a jüecsi (tokhár) nép egyik törzse volt. Miután a hunok, a kínai források följegyzései szerint a hsziungnuk, legyőzték őket, nyugat felé vándoroltak majd fokozatosan meghódították a korábbi indoszkíta területeket. A Kusán Birodalom a Kr. u. első három évszázadban virágzott az ókori Baktria, Oxus-vidék, Észak-India, és kelet-Irán vidékén. A birodalomszervező nagykirály Kadzsula Kadfiszesz volt, akinek utódai, Vima Taktu, Vima Kadfiszesz és Kaniska uralkodása idején virágzott föl a birodalom művészete.

## Összetettsége

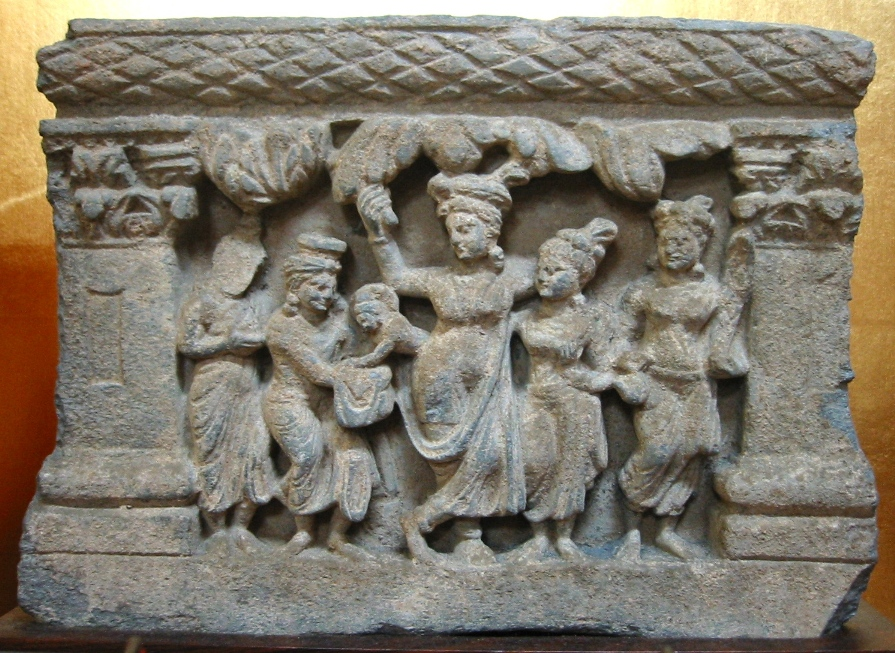
Siddhartha Gautama – a későbbi Buddha – születése egy tokiói szentélyben őrzött kőfaragás-töredéken.

Fontos összetevője a kusán művészetnek a görög hódítás nyomán Közép-Ázsiában elterjedt hellenisztikus alap. Erre épül a Kaniska támogatta buddhizmus művészete, de a későbbi indiai hódítások nyomán a brahmanista, a dzsainista művészet is ötvöződött benne.
Jellemző vonásai a realisztikus emberábrázolás, a szereplők frontális megjelenítése a szobrászatban. A kusán uralkodókat egyszerű öltözetben, nadrágban, posztóruhában ábrázolták. A Buddha-ábrázolások fokozatosan jelentek meg az északi népekre jellemző testábrázolások bevezetésével a déli népek művészetébe. Majd csak a 4. században tartott buddhista zsinat hagyja jóvá az addigra északon már bevett emberábrázolási gyakorlatot.

## A szinkretizmus hatása a műveltségben
A sakk eredete még ma is elemzés tárgya. Az egyik szerző (G. Josten) a Kusán Birodalom idejére teszi a sakk keletkezését, éppen a jól megfigyelt és adatolt vallási szinkretizmusra alapozva. Érvelése szerint a sakk három fő játéktípusból épült össze: (1) az indiai típusú sokszereplős játékokból (ezek a gyalogok, mindenki ismeri a 4 bábus, körbejáró, csűrbe jutó típusú társasjátékokat nálunk is), (2) a kínai típusú, a „Főszereplő megszorítása” típusú játékból, és (3) a mezopotámiai típusú „bolygó-játékokból” (ezek lesznek a tisztek). A pompás írás az interneten is olvasható (Gerhard Josten: Chess, a living fossil). A szerző érvelésének lényege az, hogy ha a meghódított, és a szövetséges népek isteneit olyan békés módon be tudták fogadni a közös pantheonba, tehát egy érzékeny kérdést türelemmel kezeltek, akkor ugyanígy nyitottak lehettek másban is, például a játékok egyesítésében, ahogyan a sakknál feltételezhető a modell alapján.

## Külső hivatkozások
- A sakk története